# Freycinetia novobritannica
Freycinetia novobritannica är en enhjärtbladig växtart som beskrevs av Huynh. Freycinetia novobritannica ingår i släktet Freycinetia och familjen Pandanaceae. Inga underarter finns listade.